# 姬家街道
姬家街道，是中华人民共和国陕西省西安市高陵区下辖的一个街道办事处。
2016年2月25日，西安市人民政府批复同意将泾渭街道办事处辖区内12个行政村和5个社区划出，分设姬家街道办事处，管辖肖家村、罗家村、朝李村、毗沙村、东城坊村、邓家塬村、姬家村、雷家村、姜李村、泾吴村、高刘村、杨官寨村等12个行政村和泾渭苑社区、车城社区、泾渭路社区、陕汽路社区、泾环南路社区等5个社区，办事处设在泾朴路3399号。

## 行政区划
姬家街道下辖以下地区：
长庆泾渭苑社区、长庆泾清苑社区、陕重汽车城花园社区、姬家村、肖家村、罗家村、朝李村、毗沙村、东城坊村、邓家塬村、姜李村、杨官寨村、高刘村、雷家村和泾吴村。